# 兵庫県道543号上宿栃梨線
兵庫県道543号上宿栃梨線（ひょうごけんどう543ごう かみじゅくとちなしせん）は、兵庫県丹波篠山市を通る一般県道である。

## 概要
丹波篠山市上宿から丹波篠山市杤梨に至る。以前は兵庫県道543号井ノ上栃梨線であったが、国道372号の改良により路線が延長され、2008年（平成20年）5月2日兵庫県告示第490号で現行の路線名称に改称した。

### 路線データ
- 起点：丹波篠山市上宿（上宿交差点、国道372号交点）
- 終点：丹波篠山市杤梨（国道173号交点）
- 総延長：4.602 km

## 歴史
- 2008年（平成20年）5月2日 - 兵庫県告示第490号により路線名が井ノ上栃梨線から上宿栃梨線に変更[1]。

## 地理

### 通過する自治体
- 兵庫県
  - 丹波篠山市

### 交差する道路
| 交差する道路 | 交差する場所 | 交差する場所      |
| ------------ | ------------ | ----------------- |
| 国道372号    | 上宿         | 上宿交差点 / 起点 |
| 国道173号    | 杤梨         | 終点              |

### 沿線
- 篠山川